# П'єтро Лана
П'єтро Лана (італ. Pietro Lana, 10 жовтня 1889, Мілан — 6 грудня 1950, Мілан) — італійський футболіст, що грав на позиції нападника за «Мілан». Учасник першої офіційної гри національної збірної Італії. Автор першого гола і першого хет-трика в її історії.

## Клубна кар'єра
Народився 10 жовтня 1889 року в Мілані. Вихованець футбольної школи місцевого однойменного клубу. Дорослу футбольну кар'єру розпочав 1908 року в основній команді «Мілана», в якій протягом шести сезонів взяв участь у 51 матчі чемпіонату, забивши 18 голів.

## Виступи за збірну
15 травня 1910 року був включений до складу національної збірної Італії на її перший в історії офіційний матч — товариську гру проти збірної Франції. На 13-ій хвилині гри відкрив її рахунок, ставши таким чином автором першого гола збірної Італії в офіційних іграх. А наприкінці матчу, реалізувавши пенальті, встановив його остаточний рахунок — 6:2 на користь італійцтв. Цей гол був для нього вже третім у грі, тож він також став першим італійськийм футболістом, що зробив хет-трик у складі своєї збірної.
За 11 днів відіграв у своєму другому і останньому матчі за національну команду, в якому вона поступилася з рахунком 1:6 збірній Угорщини, що відповідно стало першою поразкою в історії італійської футбольної збірної.
Помер 6 грудня 1950 року на 62-му році життя в рідному Мілані.
| Дата      | Місто    | Господарі | Результат | Гості   | Турнір           | Голи | Примітки                                        |
| --------- | -------- | --------- | --------- | ------- | ---------------- | ---- | ----------------------------------------------- |
| 15-5-1910 | Мілан    | Італія    | 6 – 2     | Франція | товариський матч | 3    | Перша гра і перший гол в історії збірної Італії |
| 27-5-1910 | Будапешт | Угорщина  | 6 – 1     | Італія  | товариський матч | -    | Перша поразка в історії збірної Італії          |
| Усього    |          | Матчів    | 2         |         | Голів            | 3    |                                                 |